# Dessert (rivista)
Dessert (デザート?, Dezāto) è una rivista giapponese di manga shōjo e josei pubblicata da Kōdansha, che ha iniziato ad essere pubblicata nel 1996, dopo la scomparsa della rivista Shōjo Friend. Le serie che erano ancora in corso in Shōjo Friend sono state quindi spostate in Dessert. Il target principale della rivista sono le ragazze nella tarda adolescenza e le donne poco più che ventenni.

## Serie

### In corso
- Moekare wa orenji-iro (2016)
- Nanoni, Chigira-kun ga ama sugiru (2017)
- Hananoi-kun to koi no yamai (2017)
- A Sign of Affection (2019)
- In the Clear Moonlit Dusk (2020)
- Era destino che t'incontrassi (2021)
- Hikaeme ni Ittemo, kore wa ai (2021)
- Museru kurai no ai o ageru (2022)
- Bokura no suki wa warikirenai (2023)

### Terminate
- Mondaiteiki sakuhin-shū (2000–2002)
- Boys Esté (2003–2007)
- Liar × Liar (2010–2017)
- Say "I love you" (2008–2017)
- My Little Monster (2008–2013)
- La casa del Sole - House of the Sun (2010–2015)
- 3D Kanojo Real Girl (2011–2016)
- Harumatsu bokura (2014–2019)
- Boku to kimi no taisetsuna hanashi (2015–2019)
- Koiwazurai no Ellie (2015–2020)
- Living room Matsunaga-san (2016–2021)
- Backflip!! (2021)